# Ненад Перуничић
Ненад Перуничић (Пљевља, 1. мај 1971) бивши је југословенски и српски рукометаш. Са репрезентацијом Југославије је освојио бронзану медаљу на Европском првенству 1996. у Шпанији и на Светском првенству 1999. у Египту. Познат по надимку Терминатор, који је добио захваљујући својој корпулентности, разорном шуту и агресивној игри у нападу. Његов брат Предраг је такође био рукометаш.

## Каријера
Каријеру почео је у Рудару из Пљевaља где је играо од 1984. до 1988. године. Након тога, је провео две године у Југовићу из Каћа, да би 1990. године прешао у екипу Црвене звезде.
Перуничић је у црвено-белом дресу провео три сезоне, да би 1993. године отпочела његова дугогодишња, веома успешна инострана каријера. Најпре је одиграо једну сезону у француском ПСЖ-у, да би најблиставије тренутке у каријери провео у шпанској Бидасои у којој је играо од 1994. па све до 1997. Са Бидасоом је освојио и титулу Лиге шампиона 1995. године.
Од 1997. па до 2001. године, Ненад Перуничић бранио је боје немачког Килa, одакле је прешао у Магдебург са којим је 2002. године освојио своју другу титулу шампиона Европе.
Од 2004. до 2009. године, Перуничић је променио чак пет клубова. Наступао је за немачки Валау-Масенхајм, мађарски Пик Сегед, Ал Ахли Доху, шпанску Барселону и Алхесирас, поново Црвену звезду а сезону 2008/09. је провео у подгоричкој Будућности.
Почетком 2015. године се враћа на терен, после 6 година од пензионисања, као играч Црвене звезде како би помогао младом тиму да се избори за опстанак у лиги.

## Репрезентација
Са репрезентацијом Југославије освојио је две бронзане медаље, на Европском првенству 1996. у Шпанији и на Светском првенству 1999. у Египту. На Олимпијским играма 2000. у Сиднеју са Југославијом је заузео 4. место.

## Трофеји
Бидасоа Ирун
- Лига шампиона : 1995.
- Првенство Шпаније : 1995.
- Куп Шпаније : 1996.
- Суперкуп Шпаније : 1996.
- Куп победника купова : 1997.

 Кил
- Првенство Немачке : 1998, 1999, 2000.
- Куп Немачке : 1998, 1999, 2000.
- Суперкуп Немачке : 1998.
- ЕХФ куп 1998

 Магдебург
- Лига шампиона : 2002.

 Пик Сегед
- Куп Мађарске : 2006.

 Барселона
- Куп Шпаније : 2007.

 Црвена звезда
- Првенство Србије : 2008.

 Будућност
- Првенство Црне Горе : 2009.